# Hemodinàmica
La hemodinàmica és aquella part de la biofísica que s'encarrega de l'estudi de la dinàmica de la sang a l'interior de les estructures sanguínies com a artèries, venes, i capil·lars, així com la mecànica del cor pròpiament dit, mitjançant la introducció de catèters a través de les artèries de l'engonal o del braç. Aquesta tècnica coneguda com a cateterisme cardíac permet conèixer amb exactitud l'estat dels vasos sanguinis de tot el cos i del cor.

## Producció de la circulació sanguínia
En primer lloc, la circulació sanguínia realitza dos circuits a partir del cor:

### Circulació major o circulació somàtica o sistèmica
El recorregut de la sang comença en el ventricle esquerre del cor, carregada d'oxigen, i s'estén per l'artèria aorta i les seves branques arterials fins al sistema capil·lar, on es formen les venes que contenen sang pobra en oxigen. Aquestes desemboquen en les dues venes caves (superior i inferior) que drenen en l'aurícula dreta del cor.

### Circulació menor o circulació pulmonar o central
La sang pobra en oxigen parteix des del ventricle dret del cor per l'artèria pulmonar que es bifurca en sengles troncs per a cadascun de tots dos pulmons. En els capil·lars alveolars pulmonars la sang s'oxigena a través d'un procés conegut com a hematosis i es recondueix per les quatre venes pulmonars que drenen la sang rica en oxigen, en l'aurícula esquerra del cor.
L'activitat del cor és cíclica i contínua. El cicle cardíac és el conjunt d'esdeveniments elèctrics, hemodinàmics, mecanismes, acústics i volumètrics que tenen lloc en les aurícules, ventricles i grans vasos, durant les fases d'activitat i de repòs del cor.
El cicle cardíac comprèn el període entre el final d'una contracció, fins al final de la següent contracció. Té com a finalitat produir una sèrie de canvis de pressió perquè la sang circuli.
Principal importància: passa per les venes del nostre cos.

## Fases del cicle cardíac
1. Fase d'ompliment: tenim vàlvules sigmoides aòrtica i pulmonar (tancades), i vàlvules auriculoventriculars denominades tricúspide i mitral (obertes). Durant aquesta fase la sang passa des de l'aurícula al ventricle, és el principi de la diàstole (relaxació dels ventricles).
2. Fase de contracció isomètrica ventricular: en aquesta fase comença la sístole (contracció ventricular) va a tancar les vàlvules auriculoventriculars.
3. Fase d'expulsió: és la sístole pròpiament dita, on hi ha una contracció ventricular (tancats) obrint-se les vàlvules sigmoides, existeix una sortida de sang a l'aorta i a la pulmonar.
4. Fase de relaxació ventricular: els ventricles es relaxen, les vàlvules sigmoides es tanquen i les vàlvules auriculoventriculars s'obren. El cicle complet dura uns 0,8 s (en repòs).

## Pressió intracardíaca i intravascular
La pressió intracardíaca o intravascular és la pressió hidroestàtica exercida per la sang contra la paret de les cavitats cardíaques o dels vasos. En el nostre sistema cardiovascular les pressions són resultat de diversos factors, entre els quals s'inclouen: El flux sanguini o dèbit, les resistències al flux, la distensibilitat dels ventricles i dels vasos, la força de contracció dels ventricles, la capacitància del sistema, i la volèmia.
En condicions fisiològiques, els ventricles generen una pressió sistòlica que expulsa la sang cap a les grans artèries, amb una mínima resistència intracardíaca a l'expulsió.
Aquesta bitlla (o volum) de sang entra al sistema vascular arterial produint un augment de la pressió, que dependrà del volum expulsiu i de la distensibilitat i capacitància de les artèries. Després la sang flueix cap als diferents òrgans per mitjà d'artèries i arterioles, que ofereixen una important resistència al flux, determinant un descens significatiu de les pressions entre les artèries i els capil·lars. Finalment, la sang travessa el sistema capil·lar i entra al sistema venòs, on la seva pressió està determinada fonamentalment per la relació entre la volèmia i la capacitància del sistema.
A continuació presentem l'interval de valors normals de les pressions d'ús habitual, expressades en mm de Hg:
| Estructura                | Pressió                              |
| ------------------------- | ------------------------------------ |
| Aurícula dreta            | mitjana: 0 a 5 a: 1 a 5, v: 2 a 7    |
| Ventricle dret            | 17 a 35/4 a 8                        |
| Artèria pulmonar          | 17 a 35/4 a 12                       |
| Aurícula esquerra (o PCP) | mitjana: 5 a 12 a: 4 a 16, v: 6 a 21 |
| Ventricle esquerre        | 90 a 140/5 a 12                      |
| Aorta                     | 90-140/60-90                         |

## Càlcul del cabal o dèbit cardíac
En un mateix individu, el cabal cardíac (= volum d'ejecció x freqüència cardíaca) pot variar en forma molt important, depenent punt de variables fisiològiques (exercici físic, emocions, digestió, etc.) com a patològiques (febre, hipotiroïdisme, anèmia, etc.) Les malalties cardíaques normalment només afecten el cabal cardíac quan s'acompanyen d'una Insuficiència Cardíaca avançada.
En condicions fisiològiques, el cabal cardíac guarda una relació molt estreta amb la superfície corporal, per la qual cosa habitualment ens referim a l'Índex cardíac, que equival a:
Els valors normals d'Índex Cardíac fluctuen entre 2,6 i 3,4 L/min/m2.
Existeixen moltes maneres de mesurar el cabal cardíac. Les d'ús habitual es basen en el Principi de Fick o en les Corbes de Dilució.

### Principi de Fick
Estableix que la diferència de contingut d'Oxigen entre la sang arterial i la sang venosa central és directament proporcional al consum d'Oxigen i inversament proporcional al cabal cardíac (nota: el principi de Fick és aplicable a qualsevol òrgan) 
Per aplicar aquest mètode hem de, per tant, conèixer el Consum d'Oxigen i el contingut d'Oxigen de la sang arterial i de la sang venosa barrejada.
El consum d'Oxigen és un valor relativament complex de mesurar, per la qual cosa habitualment s'utilitzen taules per edat, sexe i superfície corporal. Aquests valors són adequats per al càlcul del cabal en condicions basals, però inadequats quan existeixen situacions que afectin significativament l'activitat metabòlica (infeccions, ansietat, hipertiroïdisme, xoc, etc.).
El contingut d'oxigen de sang venosa barrejada s'ha d'obtenir de mostres de sang d'artèria pulmonar o aurícula dreta, per assegurar una adequada mescla de la sang venosa, a causa de la seva diferent saturació d'O2 d'ambdues venes caves. Aquest contingut es pot mesurar directament en ml/L o calcular-ho sobre la base de la saturació d'oxigen en sang venosa barrejada i l'a quantitat d'hemoglobina de la sang, tenint present que cada gram d'hemoglobina oxigenada és capaç de transportar 1,36 ml d'O2.

### Mètodes de dilució
La concentració que aconsegueix un determinat marcador en el sistema circulatori és directament proporcional a la quantitat de marcador injectat i inversament proporcional al flux sanguini. El marcador més utilitzat en l'actualitat és una bitlla de sèrum fred, injectat al territori venós central. La injecció produeix un descens en la temperatura de la sang que es pot mesurar mitjançant un termistor, incorporat en un catèter que se situa distal al lloc d'injecció, habitualment en el tronc de l'artèria pulmonar.
El registre de la temperatura ens mostrarà una corba, on l'àrea de la corba és equivalent a la concentració aconseguida pel marcador en un període determinat. El cabal cardíac s'obté relacionant la quantitat de "fred" injectat (volum i temperatura de la bitlla) amb l'àrea de la corba: entre major el descens de temperatura, menor és la despesa cardíaca i viceversa.